# Камень (Копыльский район)
Камень (бел. Ка́мень) — агрогородок в Копыльском районе Минской области Беларуси. В составе Грозовского сельсовета.

## География
Пролегает дорога Р-91.
Ближайшие населённые пункты Карачёвщина, Подлужье и др.

## История
В 1909 году в Пуковской волости Слуцкого уезда Минской губернии.
До 5 мая 1962 года деревня входила в состав Трухановичского сельсовета, до 27 декабря 1962 года — в состав Гресского сельсовета, до 16 января 1969 года — в состав Грозовского сельсовета, до 28 мая 2013 года — в состав Комсомольского сельсовета.
В 2010 году деревня Камень преобразована в агрогородок.

## Население

### Численность
- 2019 год — 309 жителей

### Динамика
- 1909 год — 4 жителей, 1 двор (фольварк)[2]
- 2009 год — 359 жителей (перепись населения)
- 2019 год — 309 жителей (перепись населения)

## Экономика
- ПК СПК "Каменьский"

## Культура
- Дом культуры
- Библиотека
- Комплексный (историко-краеведческий) музей «Бацькаўшчына» ГУО «Каменская средняя школа Копыльского района»

## Достопримечательность
- Воинский мемориал[7]. На повороте с дороги Р91 на аг. Камень.
- Храм страстотерпицы царицы Александры